# Cambodge aux Jeux olympiques d'été de 1956
La Cambodge fait partie des nations qui ont boycotté les Jeux olympiques d'été de 1956 à Melbourne (Australie) pour protester contre la présence d'Israël aux Jeux olympiques en raison de la crise du canal de Suez. D'autres pays boycotteront également ces jeux pour d'autres raisons.
Toutefois, les épreuves équestres des Jeux ont lieu à Stockholm, en Suède, cinq mois plus tôt du 10 au 17 juin 1956, en raison des règles de quarantaine australiennes, et deux cavaliers cambodgiens ont participé aux épreuves de saut d'obstacles.
Cela constitue la première participation du pays après son accès à l'indépendance et à la reconnaissance internationale à la suite des Accords de Genève signés en 1954. Aucun cavalier inscrit n'a pu toutefois finir le premier parcours.
Lors de la cérémonie d'ouverture, les chevaux engagés n'étaient pas encore arrivés. Par ailleurs, l'ex-monarque Norodom Sihanouk était présent aux jeux où on le voit en train de filmer la compétition, ce dernier récupérera le trône en 1993.

## Résultats par événement

### Équitation
| Athlète     | Cheval       | Programme                   | Compétition | Compétition | Compétition | Compétition | Compétition | Compétition |
| Athlète     | Cheval       | Programme                   | 1er tour    | 1er tour    | 2e tour     | 2e tour     | Total       | Total       |
| Athlète     | Cheval       | Programme                   | Pénalités   | Rang        | Pénalités   | Rang        | Total       | Rang        |
| ----------- | ------------ | --------------------------- | ----------- | ----------- | ----------- | ----------- | ----------- | ----------- |
| Saing Pen   | Pompon       | Saut d'obsctacle Individuel | 108,50      | 49e         | NC          | NC          | NC          | NC          |
| Flatteur II | Isoup Ganthy | Saut d'obsctacle Individuel | 108,50      | 49e         | NC          | NC          | NC          | NC          |